# Ilford Photo
Ilford Photo (plus simplement connue sous le nom d'Ilford) est une entreprise britannique de produits photographiques noir et blanc. Elle est contrôlée par Harman Technology Limited et son siège est à Mobberley, dans le Cheshire, en Angleterre.
Depuis 2005, deux compagnies indépendantes ont partagé la marque Ilford :
- Ilford Imaging Switzerland GmbH, basée en Suisse, à Marly dans le canton de Fribourg, et filiale d'Oji Paper. Elle a produit des papiers pour imprimantes et des papiers/chimies pour la photographie argentique couleur jusqu'en 2013 ;
- Ilford Photo, qui fait l'objet de cet article.

Bien qu'indépendantes, ces deux compagnies sont issues d'une division de l'ancien Ilford Limited.

## Histoire
Ilford a été fondée en 1879 par Alfred Hugh Harman dans la ville d'Ilford, à l'est de Londres. Son nom d'origine était « Britannia Works » et elle produisait des plaques photographiques.
La société a fusionné dans les années soixante avec les branches photochimie et surfaces sensibles des sociétés Lumière (France) et Ciba-Geigy (Suisse). La nouvelle entité a été désignée quelque temps sous le sigle « CIL » et a commercialisé le procédé Cilchrome devenu Cibachrome, puis Ilfochrome.
En 1989, elle est passée sous le contrôle d'International Paper, une compagnie américaine qui possédait aussi la société Anitec. Anitec et Ilford ont fusionné en 1990 sous le nom d'Ilford Anitec, avec pour nouveau siège Knutsford, Cheshire (Royaume-Uni).
Courant 2004, à la suite du déferlement de la photographie numérique, de grosses difficultés financières ont poussé Ilford à se restructurer en profondeur. Pendant quelques mois, de nombreux produits concernant le noir et blanc n'étaient plus disponibles dans le commerce et peu de gens ont cru à l'avenir de la société. En 2005, la firme japonaise Oji Paper Co. Ltd. a racheté la filiale suisse qui s'occupe de la production de papier pour imprimante, filiale très rentable et bien placée sur le marché. En février de la même année, des cadres de la compagnie rachetèrent la maison mère en Angleterre pour fonder Harman technology Ltd. (du nom du fondateur d'Ilford). Ilford est ainsi sauvé de la disparition et, depuis, la production a repris normalement.
Ilford Imaging Switzerland GmbH qui ne parvenait plus à assumer ses engagements a été mis en faillite en décembre 2013.
En 2015,, Pemberstone Ventures Ltd rachète les technologies Ilford Photo ainsi qu' Harman Technology pour un montant non-divulgué. Aujourd'hui[Quand ?], une partie des produits des deux marques est encore commercialisé par Pemberstone, toujours sous les marques Ilford et Harman.

## Produits

### Films négatifs noir et blanc
Émulsions classiques - série « Plus » :
- PAN F Plus - ISO 50/18° (introduit en 1992)
- FP4 Plus - ISO 125/22° (introduit en 1990)
- Ortho Plus - ISO 80/20° (40/17°)
- HP5 Plus - ISO 400/27° (introduit en 1989)

Émulsions modernes - série « Delta » :
- Delta 100 - ISO 100/21° (introduit en 1992)
- Delta 400 - ISO 400/27° (introduit en 1990)
- Delta P3200 - Codage DX à IE 3200/36°, mais en réalité un ISO 1000/31° prévu pour être poussé (introduit en 1998)

Autres :
- XP2 Super - ISO 400/27° - Film chromogénique (introduit en 1998)
- SFX 200 - ISO 200/24° - Sensibilité dans le proche infrarouge

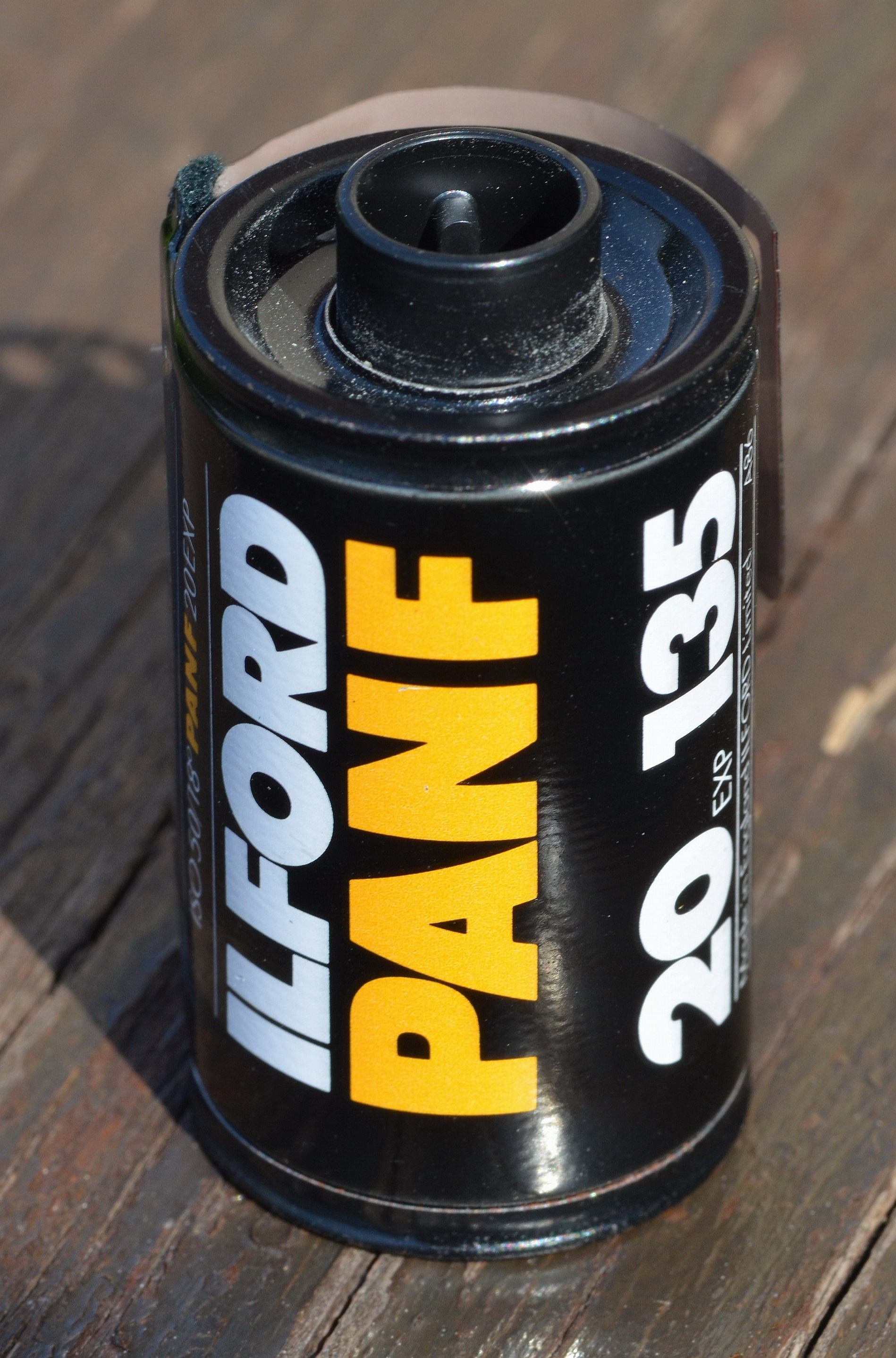
Pan F 135 mm.
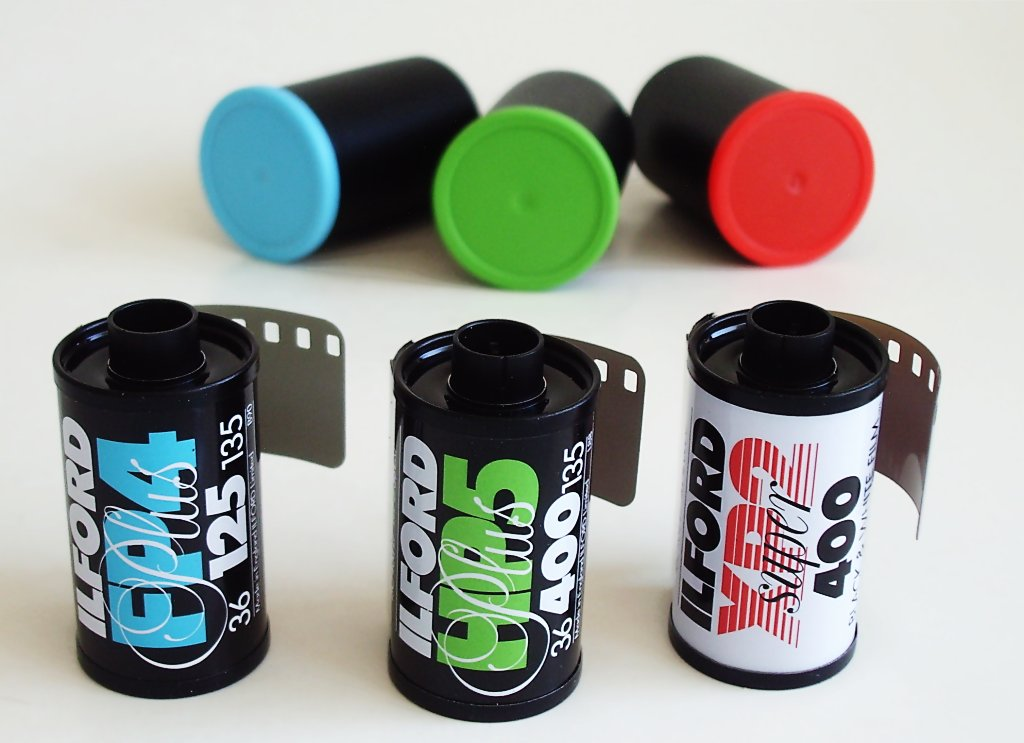
FP4, HP5, et XP2.
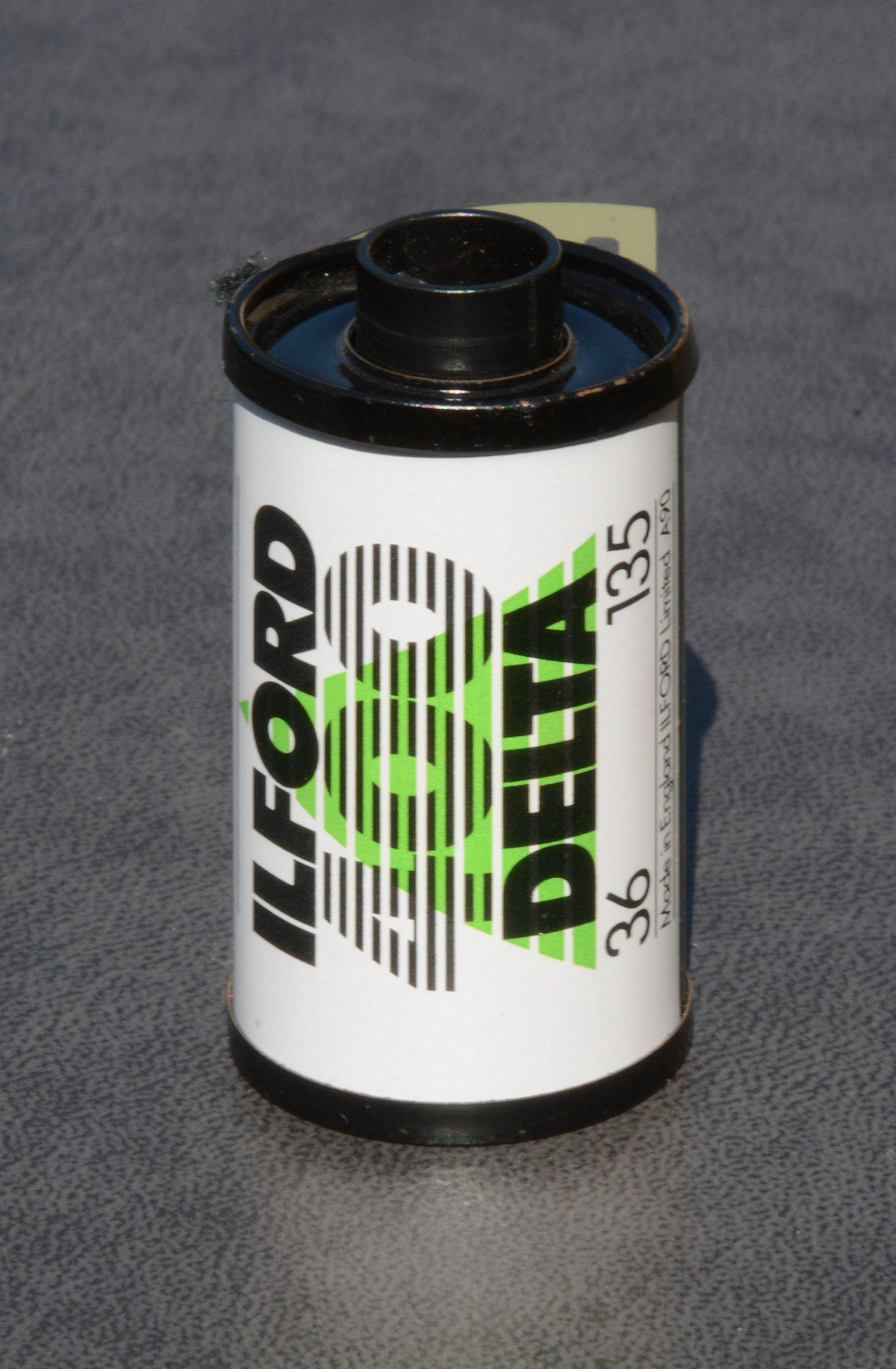
Rouleau de Delta 400.

### Film couleur
La société Harman Technology innove en 2023 en lançant la première pellicule couleur entièrement fabriquée à Mobberley, sous la marque Phoenix, la Phoenix ISO 200,

### Papiers photo noir et blanc
Papiers noir et blanc :
- Papiers FB (barytés) 
  - Multigrade IV FB Fiber - Papier tons neutres, à contraste variable
  - Multigrade FB Warmtone - Tons chauds sur support crème
  - Ilfobrom Galerie FB - Papier à grade fixe

- Papiers RC (plastifiés) 
  - Multigrade IV RC Deluxe - Papier tons neutres, à contraste variable
  - Multigrade IV RC Portfolio - Le même, support plus épais
  - Multigrade RC Warmtone - Papier à tons chauds sur support crème
  - Multigrade RC Cooltone - Papier à tons froids.
  - Ilfospeed RC Deluxe - Papier à grade fixe

### Chimie
Révélateurs pour films noir et blanc :
- ID-11 - Révélateur standard (très proche du Kodak D-76)
- Perceptol - Révélateur à grain très fin (sensibilité du film divisé par 2)
- Microphen - Révélateur offrant un gain de sensibilité du film, et donc très adapté aux traitements poussés
- Ilfotec DD-X
- Ilfotec LC 29
- Ilfotec HC
- Ilfosol S

Révélateurs pour papiers noir et blanc :
- PQ universal - Traitement standard
- Multigrade - Traitement standard
- Warmtone - Révélateur à tons chauds
- Cooltone - Révélateur à tons froids

Autres :
- Ilfostop - Bain d'arrêt
- Rapid fixer - Fixateur
- Ilfotol - Agent mouillant
- Washaid - Auxiliaire de lavage

### Accessoires de laboratoire
- Lampe inactinique de laboratoire SL1
- Set de filtres multigrade
- Posemètre d'agrandissement EM10
- Thermomètre à affichage numérique DT30
- Tambour de traitement
- Récupérateur d'amorce
- Chiffons anti-statique

## Appareils photographiques
Ilford a fabriqué et commercialisé des appareils photos entre 1899 et 2005 comme le Witness (1953) ou le Advocate (1949). Certains modèles comme les Sportsman furent fabriqués par le fabricant ouestallemand Dacora (entre 1959 et 1969).

## Fabricants concurrents
Principaux concurrents :
- Fujifilm
- Kodak
- Agfa

Autres :
- Foma
- Forte
- Bergger
- Efke
- Maco
- Rollei (distribue sous son nom quelques films produits par Maco ou des stocks d'Agfa)
- Gigabitfilm
- Lucky